# Gran Aliança de Tots els Progressistes

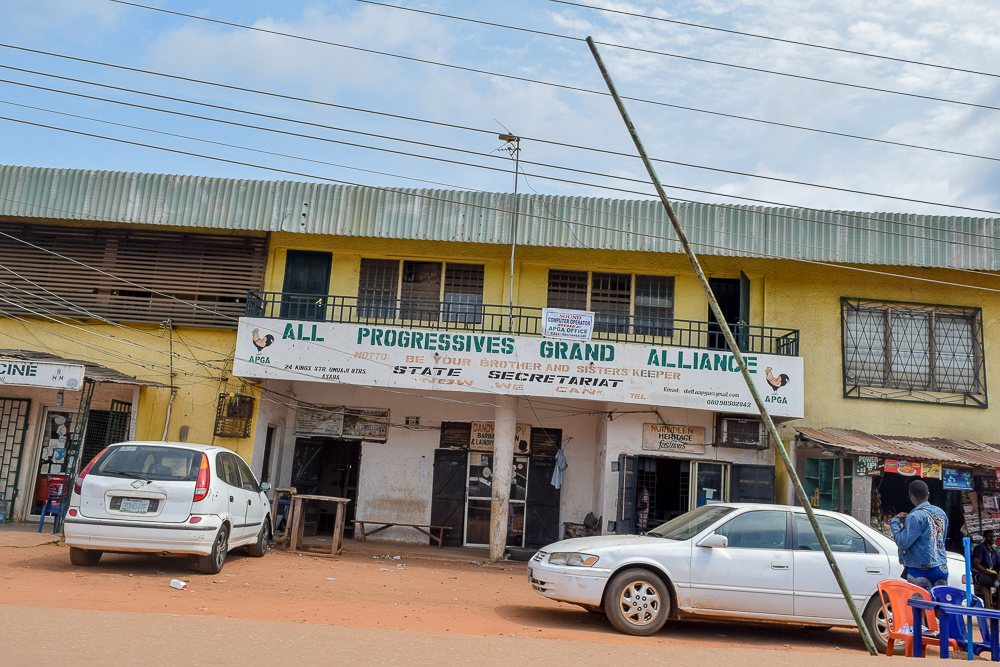

La Gran Aliança de Tots els Progressistes (All Progressives Grand Alliance APGA) és un partit polític de Nigèria. Va ser fundar per personalitats polítiques, moltes d'elles igbos, destacant el general Chukwuemeka Odumegwu Ojukwu, l'antic president de Biafra.
A les eleccions legislatives del 12 d'abril del 2003, el partit va guanyar 1.4% de vots populars i 2 de 360 escons en la Cambra de Representants de Nigèria i cap seient al Senat. El seu candidat a les eleccions presidencials del 19 d'abril de 2003 fou el general (retirat) Chukwuemeka Odumegwu Ojukwu que va obtenir el 3.3% del vot. Ojukwu va competir altre cop per la presidència a les eleccions del 2007 però fou derrotat per Umaru Yar’Adua, del governant Partit Democràtic dels Pobles de Nigèria (PDP)
A les eleccions per governadors d'abril del 2011, Rochas Okorocha (APGA), va ser elegit governador de l'estat d'Imo amb un 15% més de vots que el governador sortint Ikedi Ohakim (PDP) fent el present a dos estats, sent l'altra l'estat d'Anambra on el partit tenia major força.
Dins febrer 2013, una facció dissident del partit dirigida pel Governador Okorocha de l'estat d'Imo, se'n va separar i es va fusionar amb el Congrés d'Acció de Nigèria (NAC), amb el Partit dels Pobles de Tota Nigèria (ANPP) i amb el Congrés pel Canvi Progressista (CPC) per formar el Congrés de Tots els Progressistes (APC). El president Nacional de l'APGA, Victor Umeh, va distanciar al partit de la iniciativa personal d'Okorocha, el qual fou expulsat del partit i s'està considerant d'iniciar un procés judicial per retirar-li el càrrec en haver-lo aconseguit en les llistes de l'APGA. El governador Peter Obi de l'estat d'Anambra i molts altres van romandre lleials i van matneir la fortalesa del partit.

## Bandera
La bandera oficial, o almenys hissada a la seva seu central, és horitzontal groga sobre blanc, amb un triangle verd al pal ocupant un terç de la bandera. No obstant hi ha fotos de una bandera horitzontal verda, groga i blanca, i una altra de vertical amb els mateixos colors i el seu símbol, el gall vermell i negre, al
centre, sota el qual les lletres APGA en verd, i el nom complet en negre a la línia superior de la bandera ocupant els tres colors (ALL PROGR al verd; ESSIVE GRA al groc i N ALLIANCE al blanc); una variant no porta les lletres però el gall està dins d'un segell rodó, format per dos anells negres entre els quals hi ha el nom del partit complet en lletres negres.